# カルノーバッテリー
カルノーバッテリー（英語: Carnot battery）は、電力を一旦熱に変換して蓄熱システムで、貯蔵するエネルギー貯蔵技術の一種である。充電過程では、電気は熱に変換されこの熱を蓄熱システムにて貯蔵し、放電過程では、貯蔵した熱を電気に変換する。日本語では、「蓄熱発電」と訳されることもある。

## 概要
フリッツ・マリゲールはカルノーバッテリーの概念を20世紀初頭年に提案し、特許を取得している。近年、再生可能エネルギーを利用した電力の占有率増大や今後の大量普及を見据えて、改めてこの概念が注目され開発が急速に進んでいる。「カルノーバッテリー」という名称は、2018年に開催された1st International Workshop on Carnot Batteriesより以前に、Andre Thessによって初めて提案、提唱された。
「カルノーバッテリー」という名称は、熱を機械的エネルギーに変換する最大効率を表すカルノーの定理に由来している。 「バッテリー」という言葉は、この技術の目的が電気を蓄えること（＝蓄エネルギー）であることを示している。カルノーバッテリーの効率は、カルノー効率の制約を受ける。
ドイツ航空宇宙センター（DLR）とシュトゥットガルト大学は、2014年以来、高温の蓄熱システムを利用したカルノーバッテリーの開発に取り組んでいる。DLRは「カルノーバッテリー」という名称を、世界最大の見本市の1つであるハノーバーメッセにおいて使用している。なお、カルノーバッテリーの概念は、Pumped Thermal Energy Storage（昇温式蓄熱発電）や液化空気エネルギー貯蔵などの技術も含んでいる。
Pumped Thermal Electricity Storage (PTES) やPumped heat Electricity Storage (PHES) など他の名称が使われている場合もある。

## 背景
太陽光発電や風力発電などの再生可能エネルギーの導入拡大に伴い、エネルギー貯蔵技術導入の必要性が急速に拡大している。新たに導入された蓄エネルギー容量のほとんどはリチウムイオン電池などの化学電池が占めている。一方、化学電池は短期間（数時間）の蓄エネルギーに適しているが、単位電力貯蔵容量あたりの費用が高いため、より長期間（数時間から数日単位）のエネルギー貯蔵用途における経済性が問題視されている。一方、蓄熱システムは、水、岩、溶融塩などの安価な蓄熱材料にエネルギーを熱の形で貯蔵することができるため、GWh級の大規模システムにおいて、化学電池よりも費用が低くなる可能性がある。
カルノーバッテリーの可能性を体系的に調査、評価するための産業界、学術界の専門家から成る基盤を確立することを主意として、IEAエネルギー貯蔵技術協力プログラム（Energy Conservation and Energy Storage (ECES) – IEA Technology Collaboration Programme。日本では、ヒートポンプ・蓄熱センターが締結者としての指定を受けている）の国際共同研究活動（通称Annex）の1つとして、Annex36 Carnot Batteriesが2020年1月より発足した。

## システム構成
カルノーバッテリーは、電気から熱への変換（Power to Thermal: P2T）、蓄熱（Thermal Energy Storage：TES）、熱から電気への変換（Thermal to Power: T2P）の3つの過程で構成される。

### 電気から熱への変換
カルノーバッテリーでは主に以下の方法が想定されている。
- 抵抗加熱
- ヒートポンプ

カルノーバッテリーでは大きく分けて逆ランキンサイクルと逆ブレイトンサイクルを利用したシステムが検討されている。逆ランキンサイクルは従来のヒートポンプで広く用いられている。逆ブレイトンサイクル/ブレイトンサイクルを利用した電気から熱への変換、熱から電気への変換を利用したカルノーバッテリーはRobert B. Laughlin教授によって、2017年に提案された。
液化空気エネルギー貯蔵では、Claude Cycleを用いて空気を液化する。Lamm-Honigmannプロセスでは熱化学サイクルを利用して電気を熱へと変換する。

### 蓄熱
蓄熱技術は顕熱蓄熱、潜熱蓄熱、化学蓄熱の3種類に大きく分類される。カルノーバッテリーで検討されている蓄熱材料は以下の通りである。
- 水
- 溶融塩
- 岩石、砕石
- 液化空気
- 潜熱蓄熱材[11]
- 化学蓄熱材

### 熱から電気への変換
カルノーバッテリーではランキンサイクルやブレイトンサイクルなどの熱力学サイクルを利用して熱を電気に変換する。なお、熱電変換材料による熱から電気への変換や ”Sun in a box”は、熱力学サイクルを使用しないため、カルノーバッテリーとして分類されない。カルノーバッテリーで検討されている型的な変術は以下の通りである。
- 熱機関
- 蒸気タービン
- ガスタービン
- 有機ランキンサイクル
- Lamm-Honigmann プロセス[10]

## 長所と短所
カルノーバッテリーの主な長所と短所は以下の通りである。

### 長所
- 設置場所に制約が無い
- 低環境負荷
- 20-30年のプラント寿命が期待できる
- 低コスト
- 石炭火力発電所などの設備の一部を転用、活用可能

### 短所
- 電力変換効率が低い

カルノーバッテリーでは、揚水発電の変換効率(65-85%)よりも低い変換効率（40-70%）が目標性能として掲げられている。

## 利用方法
カルノーバッテリーは、変動する再生可能エネルギー源から余剰電力を貯蔵し、必要な時に発電し供給する電力網におけるエネルギー貯蔵技術として利用することができる。
一部のカルノーバッテリーシステムでは、貯蔵した熱や冷熱を、地域熱供給の熱源やデータセンター冷熱源としての利用することも検討されている。
既存の石炭火力発電所の石炭ボイラー部を、再生可能エネルギー源を電力源とした電気から熱への変換プロセスと蓄熱システムとに置き換え、それ以外の発電システムや送電システムなど既存設備を転用することで、化石燃料を使用しない発電システムに変換するソリューションとして提案されている。

## 開発事例
カルノーバッテリーの主な開発事例（進行中）は以下の通り。
- 液化空気エネルギー貯蔵： Highview Power, University of Birmingham
- Pumped Thermal Energy Storage：Malta Inc., University of Durham
- Electric thermal energy storage: Siemens Gamesa, National Renewable Energy Laboratory
- Reversible heat pump/ORC: University of Liège[17]
- Lamm-Honigmann energy storage: Technical University of Berlin[18]